# ويليام باترسون (سياسي)
ويليام باترسون (بالإنجليزية: William Patterson)‏ هو سياسي أمريكي، ولد في 4 يونيو 1789 بلندندري في الولايات المتحدة، وتوفي في 14 أغسطس 1838. حزبياً، نشط في حزب اليمين. وقد انتخب عضو مجلس النواب الأمريكي.